# Andreas Marti
Andreas Marti (* 5. November 1949) ist ein Schweizer reformierter Theologe und Kirchenmusiker.

## Leben
Marti, 1974–2019 Organist und Kirchenchorleiter in Köniz, studierte Musik und Theologie in Bern und promovierte 1981 mit einer Arbeit über Kantaten Johann Sebastian Bachs. Er lehrte an mehreren Hochschulen in der Schweiz und in Österreich Liturgik, Hymnologie und Geschichte der Kirchenmusikl. Er war bis 2016 Titularprofessor an der Theologischen Fakultät der Universität Bern. 1989–2014 war er Beauftragter für Liturgik und Hymnologie der deutschschweizerischen reformierten Kirchen und arbeitete mit am Reformierten Gesangbuch von 1998, an der Deutschschweizer Liturgie und am Ökumenischen Liederkommentar. Marti war Redaktor der Zeitschrift Musik und Gottesdienst, und Schriftleiter des Jahrbuchs für Liturgik und Hymnologie. Er ist Musikalischer Direktor der Berner Singstudenten sowie lehrender und konzertierender Cembalist und Organist.
Er war verheiratet mit Rosmarie, geb. Dubach († 2022), und ist Vater von fünf Kindern.

## Publikationen (Auswahl)
- Die Lehre des Lebens zu hören. Eine Analyse der drei Kantaten zum 17. Sonntag nach Trinitatis von Johann Sebastian Bach unter musikalisch-rhetorischen und theologischen Gesichtspunkten. Bern 1981.
- Singen – Feiern – Glauben. Hymnologisches, Liturgisches und Theologisches zum Gesangbuch der Evangelisch-reformierten Kirchen der deutschsprachigen Schweiz. Friedrich Reinhardt Verlag Basel, 2001, (Erweiterter Separatdruck der Aufsätze in «Musik und Gottesdienst», 1997–2000).
- Wie klingt reformiert? Arbeiten zu Liturgie und Musik. Hrsg. von David Plüss, Katrin Kusmierz und Kirsten Jäger. Theologischer Verlag Zürich 2014 (Sammelband mit Texten aus den Jahren 1994 bis 2014).
- mit Elie Jolliet: Kirchenlied und Gesangbuch. Einführung in die Hymnologie. Vandenhoeck & Ruprecht, Göttingen 2021, doi:10.13109/9783666560446.
- mit Stephan Klarer: Liturgische Basisinformation für die kirchenmusikalische Ausbildung und Praxis. Friedrich Reinhardt, Basel 2021.